# 日本の歴史 (テレビ番組)
『日本の歴史』（にほんのれきし、番組表記上：学問の秋スペシャル 日本の歴史）は、2005年9月17日（土曜） 19:57 - 23:54 にフジテレビ系列局で放送された歴史バラエティ番組・特別番組である。
直径3.6m、長さ27mの「歴史チューブ」の中を草彅剛が歩き、歴史上のターニングポイントをいくつかのコーナーに分けて時系列に紹介、時空を超えて4時間で2000年の歴史を学ぶ。
「歴史チューブ」の中からは「楽しい歴史教科書」と題し、お笑いタレントが歴史上の出来事を題材としたネタを披露した後、傍らで歴史を解説していた歴史研究家の意外な一面を暴露する。
また、ターニングポイントで「歴史チューブ」が刃物で切られると、歴史上の出来事を模した各コーナーの様子がわかり、草彅が参加できるようになっている。
なお、この番組は2005年12月26日にチャンネルα枠で再放送された。

## ナビゲーター
- 草彅剛
- 風 - （声の出演）松坂慶子
「風が吹いて歴史が動き、風が吹いてあなたが生まれた。だからもうあなたは私の声を知っているはず」と問いかける。
- 総合ナレーション:垂木勉

## 古代
草彅が最初にたどり着いたのは、西暦57年の地点。歴史チューブは、それよりさらに過去にも続いているが、草彅は未来の年表へ向かい時空を超えて歩く。
「楽しい歴史教科書」
- 光武帝 - 田中卓志（アンガールズ）
- 光武帝への倭人使節 - 山根良顕(アンガールズ)
- はなわが白村江の戦いと「日本」との関係についてベース漫談。

邪馬台国
- 卑弥呼 - 千秋
- 卑弥呼の弟 - 竹山隆範

※草彅は大勢の弥生時代の人々に引き込まれるが、「日本の歴史」と叫び、難を逃れる。

### クイズde聖徳太子
- MC - ラサール石井
- 仏像くん - （声の出演）太田真一郎
- 回答者 - 山口もえ
- ナレーション・杉本るみ

クイズに正解すると、20枚のパネルに隠れている歴史上の出来事（遣隋使）を当てる。なお最終問題の前に草彅が風に呼び止められたのは、最終問題が聖徳太子の没年に関する問題だった為と考えさせられる。

### 大化の改新
映画として紹介。「歴史チューブ」内に映画館鑑賞のセットが組まれている。
- 中大兄皇子 - 小橋賢児
- 中臣鎌足 - 河相我聞
- 蘇我入鹿 - 永澤俊矢
- 蘇我倉山田石川麻呂　‐　鶴田忍

- 脚本:広田光毅
- 演出:小林義則（ドラマ制作センター部長）

## 平安時代
「楽しい歴史教科書」
- 波田陽区が侍の立場から、藤原道長と藤原頼通や平清盛、さらに篠山彦市(歴史研究家)を斬っていた。

### 平安レンアイ女学院
現代の恋愛に関する問題を出し、パネラーの意見を参考にしながら、平安時代の恋愛感情と比較する。また、ミュージカル（後述）も鑑賞する。
- 恋愛マスター・おぎやはぎ
- 進行役・内田恭子アナウンサー
- 出演パネラー:川島なお美、梨花、辺見えみり

### ミュージカル「平安貴族の優雅な一日」
清少納言を主人公に、貴族の生活を時間別に紹介。
- 清少納言 - 知念里奈
- 紫式部 - 三咲レア
- 藤原棟世 - 少路勇介
- 清少納言の世話役 - 金子さやか、徳永由貴
- ナレーション:中村正

STAFF
- 脚本:広田光毅
- 演出:土方政人

## 中世

### BUSHIDOクイズ祭り
高田延彦が平安時代から戦国時代までの歴史上の戦国武将に関するクイズを出題し、「歴史チューブ」の中にいる草彅に答えてもらう。また、高田扮する戦国武将が、神奈月扮する戦国武将らとPRIDE風にリング上で対戦。高田が対戦VTRを紹介する前フリは「VTR、男だ!」。神奈月は戦国時代の戦国武将にも物真似でなりきる。

### 戦国お宝ドン!
織田信長の似顔絵や豊臣秀吉の屏風を鑑定する。
また、秀吉の茶室を忠実に再現。ちなみに、信長と徳川家康に関するテレビドラマ(後述)も鑑賞。なお、家康のお宝が紹介されないのは、家康は江戸時代の人物でもあるからと考えられる。
- 司会・福井謙二アナウンサー
- 鑑定士・中島誠之助
- 出演者・石田純一、假屋崎省吾、柴田理恵、田丸麻紀
- 資料提供・京都井伊美術館(織田信長所用スペイン製西洋冑)、大阪歴史博物館

### 信長最期の一日～本能寺の変～
信長の業績と本能寺の変までを描く再現ドラマ。本能寺の変の前日、信長が日海と囲碁で対局をしていると三コウになってしまう。李正姫脚本、佐藤祐市演出。
- 織田信長 - 杉本哲太
- 森蘭丸 - 永山たかし
- 日海（本因坊） - 山田浩太
- 織田信行 - 藤間宇宙
- 土田御前 - キムラ緑子

### 関ヶ原の戦い
明治初期の陸軍参謀本部内で、ドイツ陸軍軍人メッケル少佐に対し、関ヶ原の戦いにおける東西両軍の布陣地図を見せながら、日本陸軍参謀将校が戦いの展開を説明するという再現ドラマ。家康率いる東軍・石田三成率いる西軍のほか、小早川秀秋の視点からも物語が展開。長月十五脚本、星護演出。
- 徳川家康 - 伊武雅刀
- 石田三成 - 近藤芳正
- 小早川秀秋 - 高橋一生
- 本多忠勝 - 石田太郎
- 平岡頼勝 - 清水綋治
- メッケル - ジョージ・エスチャート
- 協力:紅葉台 木曽馬牧場、東京メディアシティ

## 江戸時代
- 楽しい歴史教科書「鎖国と隠れキリシタン狩り」
  - 役人 - 板倉俊之（インパルス）
  - 隠れキリシタンの農民（天草四郎） - 堤下敦（インパルス）

### あるある江戸グルメ
グルメコーナー。ウナギの蒲焼、船橋屋の葛餅、江戸前天ぷらという江戸時代の食文化を当時のまま再現。ネタが面白かった時（実際は食べてない）だけ食べられるレギュラーのブリッジが「あるある江戸食べ隊」になっている。江戸前天ぷら試食の時に時間が止まり、草彅だけエビの天ぷらを食べて「歴史チューブ」に帰れるようになっている。
- 進行役・中野美奈子アナウンサー
- 試食人・中尾彬

### テレビドラマ「坂本龍馬」
坂本龍馬の生涯を描いた再現ドラマ。他に、忠臣蔵を基にしたドラマも制作されていたが、内容的に当時のフジテレビにふさわしくなく、放送はなくなった。（忠臣蔵や新選組の部分は風と草彅のトークでのみ語られた）
- 坂本龍馬 - 池内博之
- 坂本乙女 - 西尾まり
- おりょう - 矢沢心
- 近藤勇 - 榊英雄
- 後藤象二郎 - 矢柴俊博
- 勝海舟 - 加納幸和
- 桂小五郎 - 天田暦
- 西郷隆盛 - 原川浩明
- 三吉慎蔵 - 水下きよし

- ロケ地:伊東市城ヶ崎海岸

スタッフ
- ナレーション:各務立基
- 協力:静岡フィルムコミッション
- 監修:竹内誠
- 脚本:李正姫
- 演出:森田空海

## 明治以降
明治維新を境に、日本は近代化への道を歩むが、その道のりは平坦ではない。

松坂慶子（声の出演）が歴史年表を淡々と読み上げ、映像が次々と流れ、ターニングポイントの戦争の場面では荒れ果てた街のセットが歴史チューブについている。（この間、スタッフロールが流れている）
太平洋戦争の場面では草彅が用意してあった水道で顔を洗う場面も。太平洋戦争が終わると、騒音が周囲を包み、草彅は騒音に耐えられなくなり倒れる。
気がつくと現代（2005年9月）の「BISTRO SMAP」の収録現場の控え室に倒れていた草彅は、ポケットにしまってあった金印をその控え室に置き、「BISTRO SMAP」収録本番に挑む。

## スタッフ
- 企画:石原隆、高井一郎
- 監修:加来耕三(古代「楽しい歴史教科書」解説)
- 構成:高瀬真尚
  - 脚本協力・半澤律子
- キャラクター・ロゴデザイン:秋山具義
- ディレクター:加地克也、村山学、中澤智有ほか
- 総合演出:井上晃一(ジーワン)
- プロデューサー:小島美佳(ジーワン)、藤井朗子（ジーワン）、木村元子(共同テレビジョン）、関口静夫
- 協力・東京メディアシティ